# Johannes Kyrle

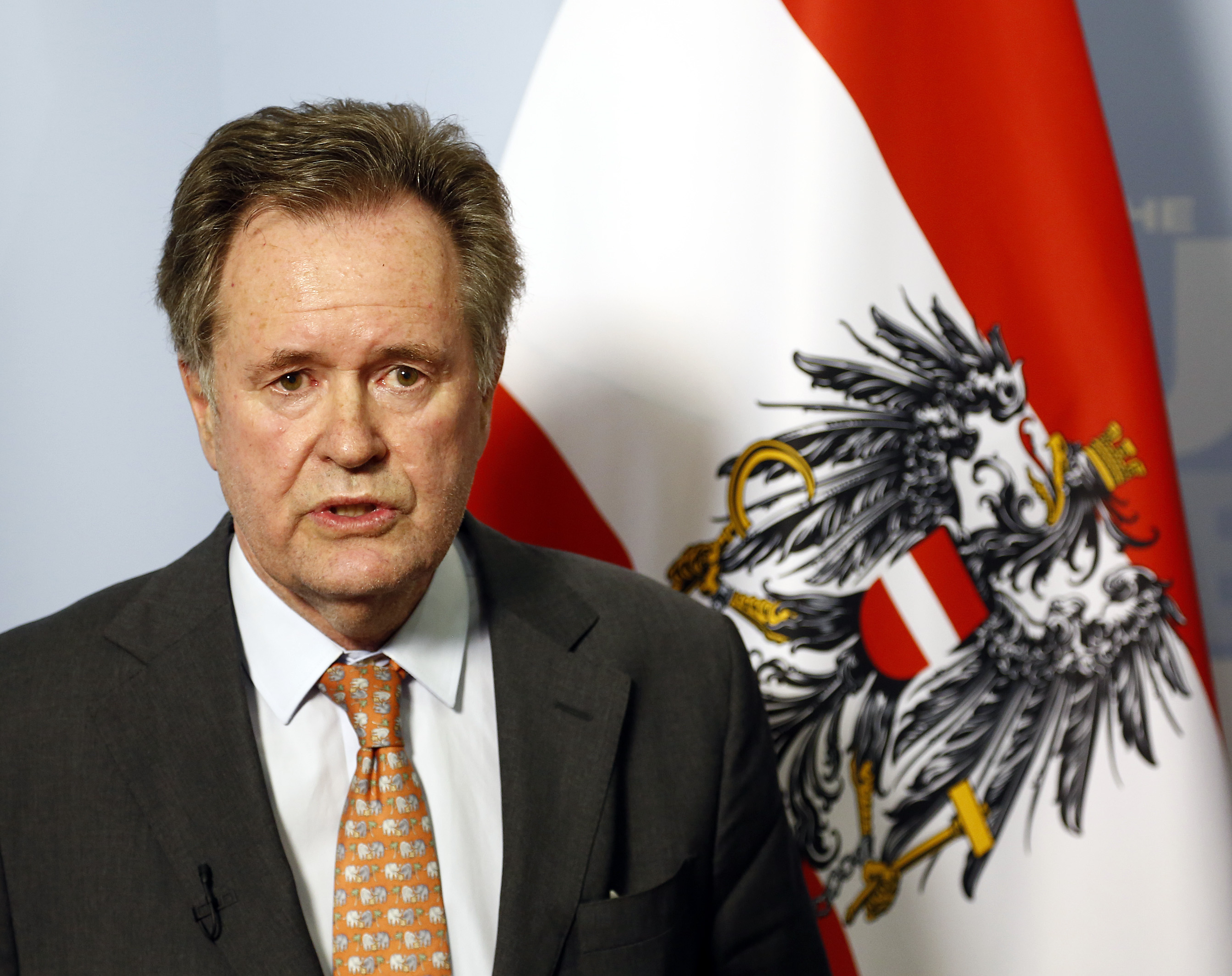
Johannes Kyrle (2013)

Johannes Kyrle (* 30. Juli 1948 in Wien; † 13. Jänner 2018) war ein österreichischer Diplomat.

## Leben
Johannes Kyrle war der älteste Sohn des Arztes und Universitätsprofessors Paul Kyrle und dessen Frau Martha Kyrle (geborene Schärf). Sein Bruder Paul Alexander Kyrle ist Universitätsprofessor für Innere Medizin im Allgemeinen Krankenhaus Wien. Der Politiker und spätere Bundespräsident Adolf Schärf war sein Großvater. Der Familie Kyrle gehört die Kärntner Burg Hollenburg.
Kyrle studierte von 1966 bis 1970 Rechtswissenschaften an der Universität Wien. Ab 1973 wurde er im Auswärtigen Dienst tätig. Nachdem er 1975 seine Diplomatenprüfung abgelegt hatte, wurde er in der wirtschaftspolitischen Sektion des Außenministeriums tätig. Später wechselte er in das Generalsekretariat. Danach gehörte Kyrle den Kabinetten der Außenminister Erich Bielka, Willibald Pahr, Erwin Lanc und Leopold Gratz an. Von 1985 bis 1996 war er stellvertretender Kabinettschef bei den Außenministern Peter Jankowitsch, Alois Mock und Wolfgang Schüssel. 1997 wurde ihm die Leitung der Protokollabteilung im Außenministerium übertragen. Neben diesen Aufgaben war er von 1991 bis 2002 gleichzeitig auch nicht-residierender Botschafter für das Fürstentum Liechtenstein mit Sitz in Wien. 2002 wurde er als Nachfolger von Albert Rohan Generalsekretär im Außenministerium, einen Posten den Kyrle unter den Außenministern Benita Ferrero-Waldner, Ursula Plassnik und Michael Spindelegger bekleidete. Ende des Jahres 2013 ging er in den Ruhestand. Sein Nachfolger als Generalsekretär wurde Michael Linhart.
Ab 2015 leitete er das Österreichisch-Französische Zentrum. Des Weiteren war er zum Zeitpunkt seines Todes Mitglied im Vorstand der Österreichischen Gesellschaft für Außenpolitik und die Vereinten Nationen (ÖGAVN).
Kyrle war verheiratet und hatte drei Kinder.